# Storczyk purpurowy

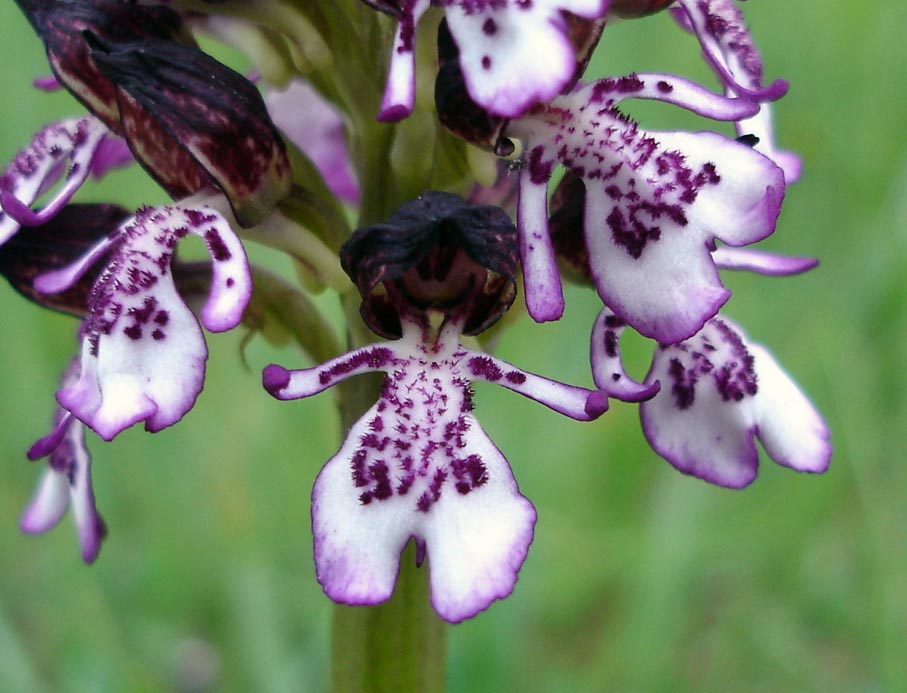
Kwiaty

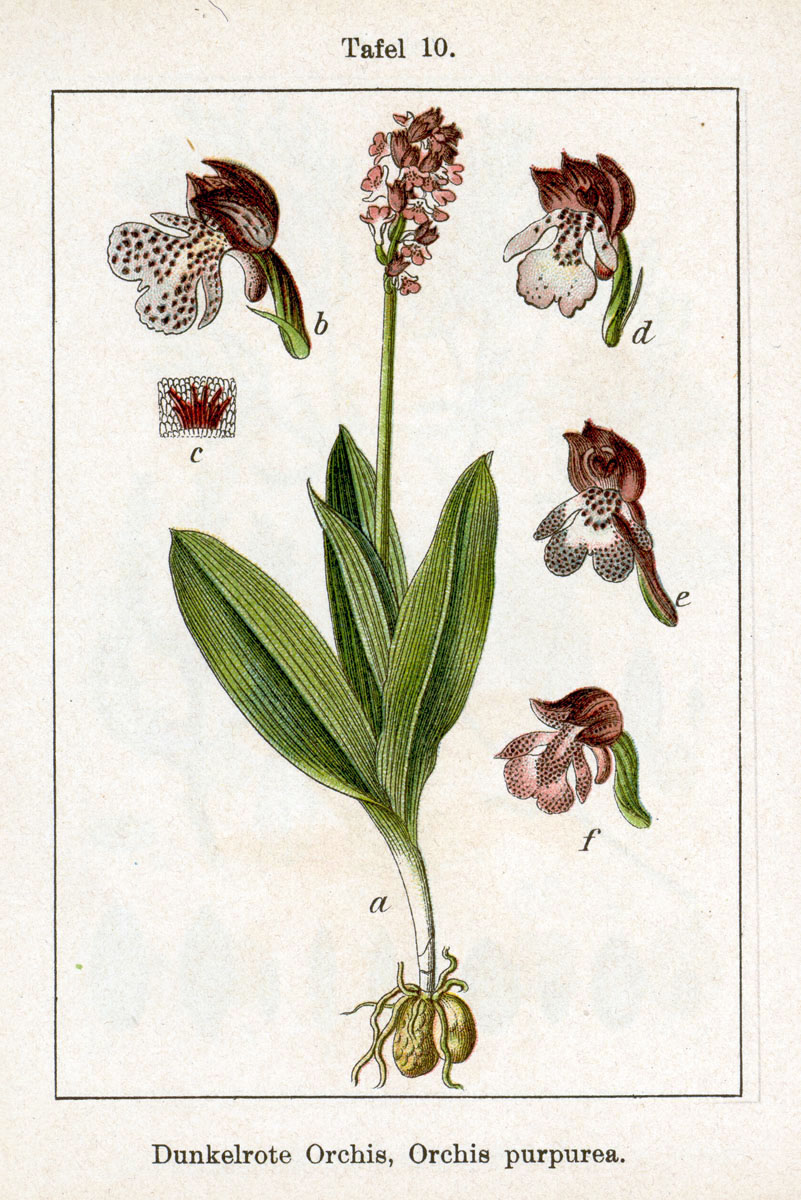
Morfologia

Storczyk purpurowy (Orchis purpurea Huds.) – gatunek rośliny z rodziny storczykowatych (Orchidaceae). 

## Rozmieszczenie geograficzne
Zwarty zasięg występowania obejmuje Europę Zachodnią, południową część Europy Środkowej i północną Europy Południowej. Ponadto występuje na oderwanych od głównego zasięgu obszarach w Hiszpanii i Portugalii, na południu Wysp Brytyjskich, w Europie Środkowej i Południowej, na Kaukazie oraz w górach Afryki Północnej. Polska nie znajduje się w rejonie zwartego zasięgu i gatunek ten znany jest tutaj obecnie tylko z 10 izolowanych stanowisk. 5 stanowisk znajduje się na Wyżynie Małopolskiej, 4 na Wyżynie Lubelskiej i Roztoczu, jedno w Karpatach – na stokach Panieńskiej Góry na Pogórzu Wiśnickim.

## Morfologia
ŁodygaWzniesiona, prosta, nierozgałęziona, o wysokości 30–75 cm. Często jest w górnej części purpurowo nabiegła
LiścieLiście różyczkowe w liczbie 3–6 są podłużnie eliptyczne i błyszczące, liście łodygowe w liczbie 1–2 są znacznie mniejsze i pochwiasto obejmują łodygę.
KwiatyZebrane w gęsty 30-90-kwiatowy  kwiatostan na szczycie łodygi. Długość kwiatostanu 10–20 cm. Przysadki brązowe. Z wyjątkiem warżki wszystkie listki okwiatu są hełmiasto zwinięte i mają kolor zielonoczerwony, wzdłuż nerwu brązowoczerwony. Warżka jest wyraźnie 3-dzielna i ma jasnoróżowy środek i liczne brązowoczerwone wydłużone plamy rozchodzące się do szczytu warżki i na boki. Środkowa łatka i boczne mają szczyty zaokrąglone, jasnoczerwone. Ostroga ma długość 4,5-7 nn, szerokość 1,9-2,5 mm i jest walcowata, tępa, skierowana w dół. Zalążnia jest wąska, skręcona i czerwono nabiegła, prętosłup również czerwonawy
OwocTorebka o beczułkowatym kształcie i długości około 2 mm.
Część podziemnaDwie niepodzielone bulwy.

## Biologia i ekologia
RozwójBylina, geofit. Kwitnie od końca kwietnia do końca maja. Nasiona wytwarza pod koniec czerwca i kończy wegetację. Jest owadopylny. Owady zwabia barwnymi kwiatami imitującymi kwiaty roślin miododajnych, jednak nie wytwarza nektaru (są to tzw. kwiaty zwodnicze). Odsetek zawiązywanych owoców jest dość mały.
SiedliskoRośnie w świetlistych lasach i na obrzeżach lasów, w murawach, na glebach o umiarkowanej wilgotności. Preferuje gleby o zasadowym odczynie. Gatunek charakterystyczny dla klasy (Cl.) Trifolio-Geranietea.
GenetykaLiczba chromosomów 2 n = 42. Tworzy mieszańce ze storczykiem kukawka (Orchis militaris), Orchis punctulata oraz międzyrodzajowe z Aceras. Oprócz typowej formy gatunku opisano podgatunek Orchis purpurea subsp. caucasica (Regel) B.Baumann & al.

## Zagrożenia i ochrona
Roślina objęta w Polsce ścisłą ochroną gatunkową.
Kategorie zagrożenia:
- Kategoria zagrożenia w Polsce według Czerwonej listy roślin i grzybów Polski (2006, 2016)[9][10]: VU (narażony na wyginięcie).
- Kategoria zagrożenia w Polsce według Polskiej Czerwonej Księgi Roślin[11]: VU (narażony).

W Europie jest szeroko rozprzestrzeniony, w Polsce jest zagrożony głównie z powodu nielicznych stanowisk. Na Panieńskiej Górze występuje od 30 lat i stanowisko to nie wydaje się zagrożone przez okolicznych mieszkańców ani przez turystów, od kiedy jednak zaprzestano na nim wypasu, zagraża mu zarastanie przez las. Utworzono tutaj rezerwat przyrody Panieńska Góra, konieczne jest w jego obrębie dokonywanie wycinki drzew i krzewów na stanowisku storczyka purpurowego.